# Autochloris lutea
Autochloris lutea là một loài bướm đêm thuộc phân họ Arctiinae, họ Erebidae.